# El pitufo número 100
El pitufo número 100 (en el francés original Le centième Schtroumpf) es la sexta historieta de la serie Los Pitufos, escrita por Yvan Delporte y dibujada por Peyo para su publicación en 1962.

## Trayectoria editorial
Se publicó por primera vez en 1962 con el nº 1244 de la revista Spirou, como parte de la colección de minirrelatos incluidos en la revista hasta 1975.
En enero de 1968 Dupuis la publicó en formato álbum junto a Los pitufos y el huevo y El falso pitufo.
En España, fue publicada por:
- Argos, en los números 13 a 17 de su revista "Strong" y en el álbum El huevo y los pitufos, en 1970;
- Bruguera, en álbum en 1979 y en los núm. 54 a 56 de "Pulgarcito, en 1982".
- Planeta-DeAgostini en 2008.

## Argumento
El Gran Pitufo se da cuenta de que dentro de tres días es la Fiesta de la Luna, que tiene lugar cada 654 años. En tal ocasión hay que bailar la danza lunar, en la que intervienen cien pitufos. El problema es que solo hay 99 pitufos en la Aldea Pitufa.
Por su parte, el Pitufo Vanidoso decide hacerse un gran espejo porque cada vez que se está contemplando en el lago, el Pitufo Bromista lanza piedras al agua para salpicarle la cara. Como el proceso de martillar y pulir la lámina requerida resulta sumamente ruidoso, e insiste en trabajar en éste incluso de noche, los otros pitufos le obligan a continuar la manufactura del espejo en el bosque. Apenas el Pitufo Vanidoso termina su espejo, empieza una tormenta. El pitufo se refugia bajo un árbol y empieza a admirarse en el espejo cuando le cae un rayo. El espejo desaparece pero el reflejo del Pitufo Vanidoso cobra vida.
El reflejo dice y hace lo mismo que el Pitufo Vanidoso; el único problema es que sus acciones físicas siguen siendo las de una imagen reflejada y habla a la inversa. Ambos vuelven a la aldea, y Papá Pitufo cree que el reflejo servirá como el centésimo pitufo que necesita para la danza lunar, pero el reflejo canta y baila al revés, lo que arruina el ensayo. Los intentos del Gran Pitufo por hacerle actuar como un pitufo normal son en vano.
El Pitufo Vanidoso invita al reflejo a su casa, pero como sus acciones son las mismas, tienen que pasar juntos por la puerta, comer del mismo plato, dormir en la misma cama (lo que no les deja dormir en toda la noche) y para secarse la cara usar la misma toalla, que se rompe cuando los dos pitufos la tiran. Esta serie de incidentes causa que peleen, pero el reflejo choca con una pared y le cae una olla que lo deja inconsciente.
El Pitufo Vanidoso aprovecha para sacar al reflejo de su casa. Su sincronismo se ha roto y el reflejo puede moverse por su cuenta. Sin embargo, todavía habla al revés y no puede comunicarse bien con otros pitufos. Triste y solo, vaga por el bosque, donde encuentra el espejo del que salió y trata de volver a entrar en él pero en vez de eso pasa a través. Sin embargo, al pasar a través del espejo, se invierte y queda convertido en un pitufo de verdad que puede hablar y comportarse de forma normal y los demás pitufos lo reciben con los brazos abiertos.
El Gran Pitufo le dice a todos que se preparen para la danza lunar y va a su casa donde encuentra a un doble suyo que repite sus acciones en reflejo. Al Gran Pitufo le horroriza la idea de que ahora sean 101 pitufos, pero, al mirarlo de cerca, descubre que es el Pitufo Bromista disfrazado, al que echa a patadas de su casa. Esa noche, la danza lunar es una celebración doble, por la Fiesta de la Luna y por la llegada del pitufo número cien.